# Ostschweiz
Die Ostschweiz (rätoromanisch Svizra orientala, Svizra da l’ost, italienisch Svizzera orientale, französisch Suisse orientale) ist eine unterschiedlich definierte Region im Osten der Schweiz.
Die Kernregion besteht aus den Kantonen St. Gallen (besonders dessen nördlichen Teilen Fürstenland, Toggenburg und Rheintal), Thurgau, Appenzell Innerrhoden und Appenzell Ausserrhoden. Sie wird zusammen mit dem Kanton Schaffhausen auch unter dem Begriff Nordostschweiz zusammengefasst.
Der grossflächige südliche Kanton Graubünden bildet zusammen mit dem Kanton Glarus und dem Süden des Kantons St. Gallen (See-Gaster, Sarganserland und Werdenberg) die Südostschweiz.
Alle oben genannten Kantone bilden zusammen die Grossregion Ostschweiz gemäss Bundesamt für Statistik (BFS). Per 31. Dezember 2019 betrug die Einwohnerzahl 1'183'813. Der Ausländeranteil (gemeldete Einwohner ohne Schweizer Bürgerrecht) bezifferte sich am Stichtag auf 23,2 Prozent.

## Grossregion Ostschweiz nach BFS
Nach der Definition des Bundesamts für Statistik ist die «Ostschweiz» eine von sieben Grossregionen der Schweiz und umfasst die Kantone Glarus, Schaffhausen, Appenzell Ausserrhoden, Appenzell Innerrhoden, St. Gallen, Graubünden und Thurgau.
Die Kantone an der Peripherie dieser heterogenen Grossregion sind unterschiedlich ausgerichtet. Schaffhausen orientiert sich verkehrstechnisch und wirtschaftlich mehr nach Zürich und zur baden-württembergischen Nachbarschaft. Glarus ist über das Linthgebiet wirtschaftlich ebenfalls nach Zürich ausgerichtet, und Graubünden bildet mit drei Sprachen und 150 Tälern einen eigenen kulturellen Mikrokosmos und geographischen Raum.

## Ostschweizer Regierungskonferenz, Konkordate und Verbände
Die sieben Kantone der statistischen Grossregion sind Mitglieder der seit 1964 bestehenden Ostschweizer Regierungskonferenz (ORK). Der Kanton Zürich ist seit dem Jahr 2001 und das Fürstentum Liechtenstein seit 2018 assoziiertes Mitglied.
Innerhalb der Ostschweizer Regierungskonferenz entstandene Direktorenkonferenzen und interkantonale Konkordate sind unterschiedlich zusammengesetzt.
| Organisation                                          | GL                          | SH                          | AR                          | AI                          | SG                          | GR                          | TG                          | ZH                          | SZ      | FL                          |
| ----------------------------------------------------- | --------------------------- | --------------------------- | --------------------------- | --------------------------- | --------------------------- | --------------------------- | --------------------------- | --------------------------- | ------- | --------------------------- |
| Ostschweizer Regierungskonferenz                      | Grünes Häkchensymbol für ja | Grünes Häkchensymbol für ja | Grünes Häkchensymbol für ja | Grünes Häkchensymbol für ja | Grünes Häkchensymbol für ja | Grünes Häkchensymbol für ja | Grünes Häkchensymbol für ja | [ 3 ]                       |         | [ 3 ]                       |
| Ostschweizer Erziehungsdirektoren-Konferenz (EDK-Ost) | Grünes Häkchensymbol für ja | Grünes Häkchensymbol für ja | Grünes Häkchensymbol für ja | Grünes Häkchensymbol für ja | Grünes Häkchensymbol für ja | Grünes Häkchensymbol für ja | Grünes Häkchensymbol für ja | Grünes Häkchensymbol für ja | J [ 4 ] | Grünes Häkchensymbol für ja |
| Volkswirtschaftsdirektoren-Konferenz-Ost (VDK-Ost)    | Grünes Häkchensymbol für ja | Grünes Häkchensymbol für ja | Grünes Häkchensymbol für ja | Grünes Häkchensymbol für ja | Grünes Häkchensymbol für ja | Grünes Häkchensymbol für ja | Grünes Häkchensymbol für ja |                             |         | Grünes Häkchensymbol für ja |
| Sozialdirektoren-Konferenz Ost (SODK-Ost+ZH)          | Grünes Häkchensymbol für ja | Grünes Häkchensymbol für ja | Grünes Häkchensymbol für ja | Grünes Häkchensymbol für ja | Grünes Häkchensymbol für ja | Grünes Häkchensymbol für ja | Grünes Häkchensymbol für ja | Grünes Häkchensymbol für ja |         |                             |
| Ostschweizer Polizeikonkordat                         | Grünes Häkchensymbol für ja | Grünes Häkchensymbol für ja | Grünes Häkchensymbol für ja | Grünes Häkchensymbol für ja | Grünes Häkchensymbol für ja | Grünes Häkchensymbol für ja | Grünes Häkchensymbol für ja |                             |         | [ 3 ]                       |
| Ostschweizer Fussballverband                          | Grünes Häkchensymbol für ja |                             | Grünes Häkchensymbol für ja | Grünes Häkchensymbol für ja | Grünes Häkchensymbol für ja | Grünes Häkchensymbol für ja | Grünes Häkchensymbol für ja |                             |         | Grünes Häkchensymbol für ja |
| Ostschweizer Verband der Seilbahnunternehmen          | Grünes Häkchensymbol für ja |                             | Grünes Häkchensymbol für ja | Grünes Häkchensymbol für ja | Grünes Häkchensymbol für ja |                             | Grünes Häkchensymbol für ja |                             |         |                             |
| Ostschweizer Kinderspital St. Gallen                  |                             |                             | Grünes Häkchensymbol für ja | Grünes Häkchensymbol für ja | Grünes Häkchensymbol für ja |                             | Grünes Häkchensymbol für ja |                             |         | Grünes Häkchensymbol für ja |

## Weitere Definitionen

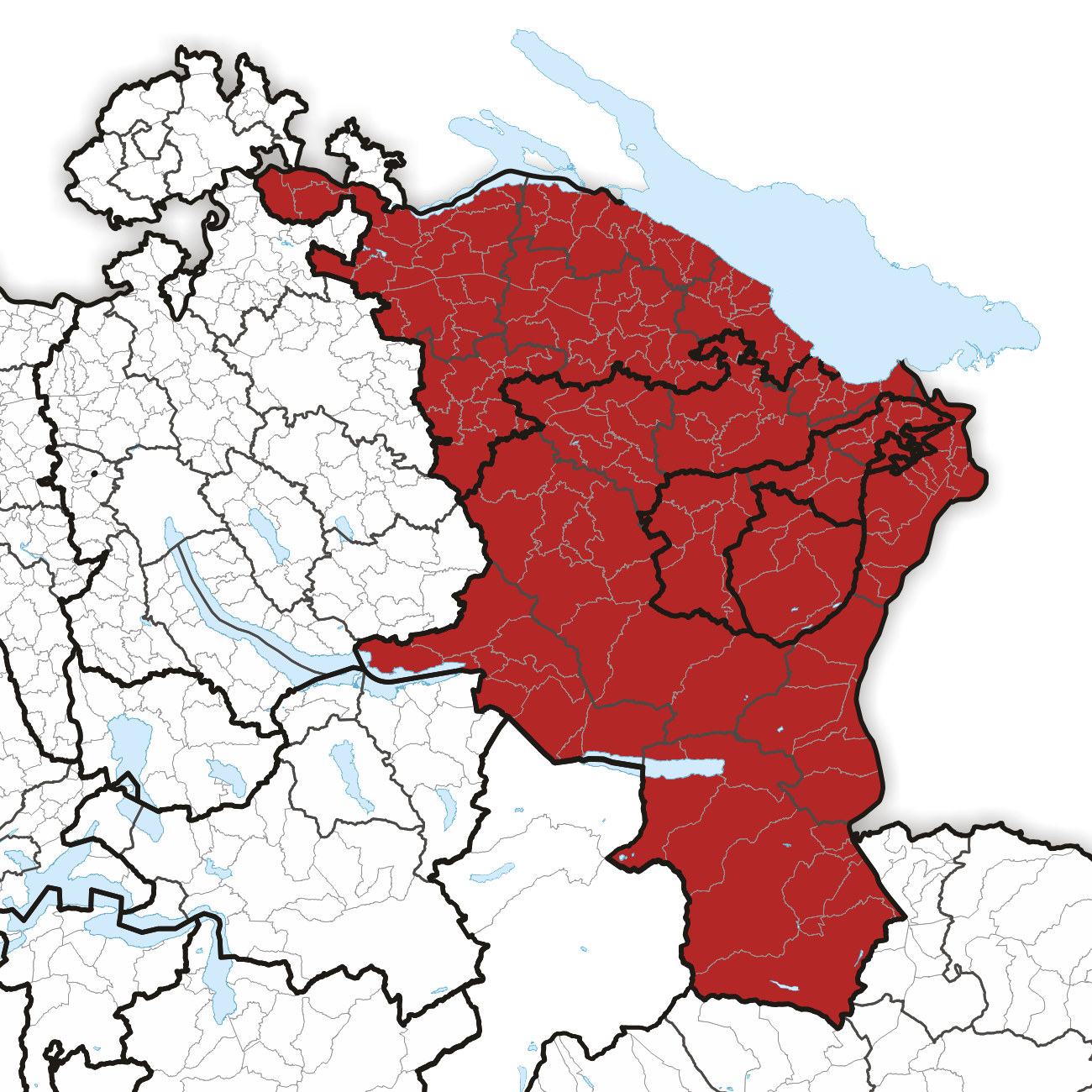
Kerngebiet der Ostschweiz

- Der «Ostschweiz»-Bund des St. Galler Tagblatts enthält fast ausschliesslich Informationen aus dem einleitend umschriebenen Kerngebiet. Das Regionaljournal Ostschweiz von Radio SRF hingegen berichtet aus dem Kerngebiet und dem Kanton Glarus.
- Die MeteoSchweiz-Prognoseregion «Ostschweiz» umfasst den Kanton Thurgau (bis zur gedachten Linie Frauenfeld–Stein am Rhein, also ohne Diessenhofen), den Kanton St. Gallen und beide Appenzell, die Linthebene im Kanton Schwyz, den Kanton Glarus sowie im Kanton Graubünden das Prättigau, die Herrschaft und die Fünf Dörfer.[5]

## Sprachwissenschaft

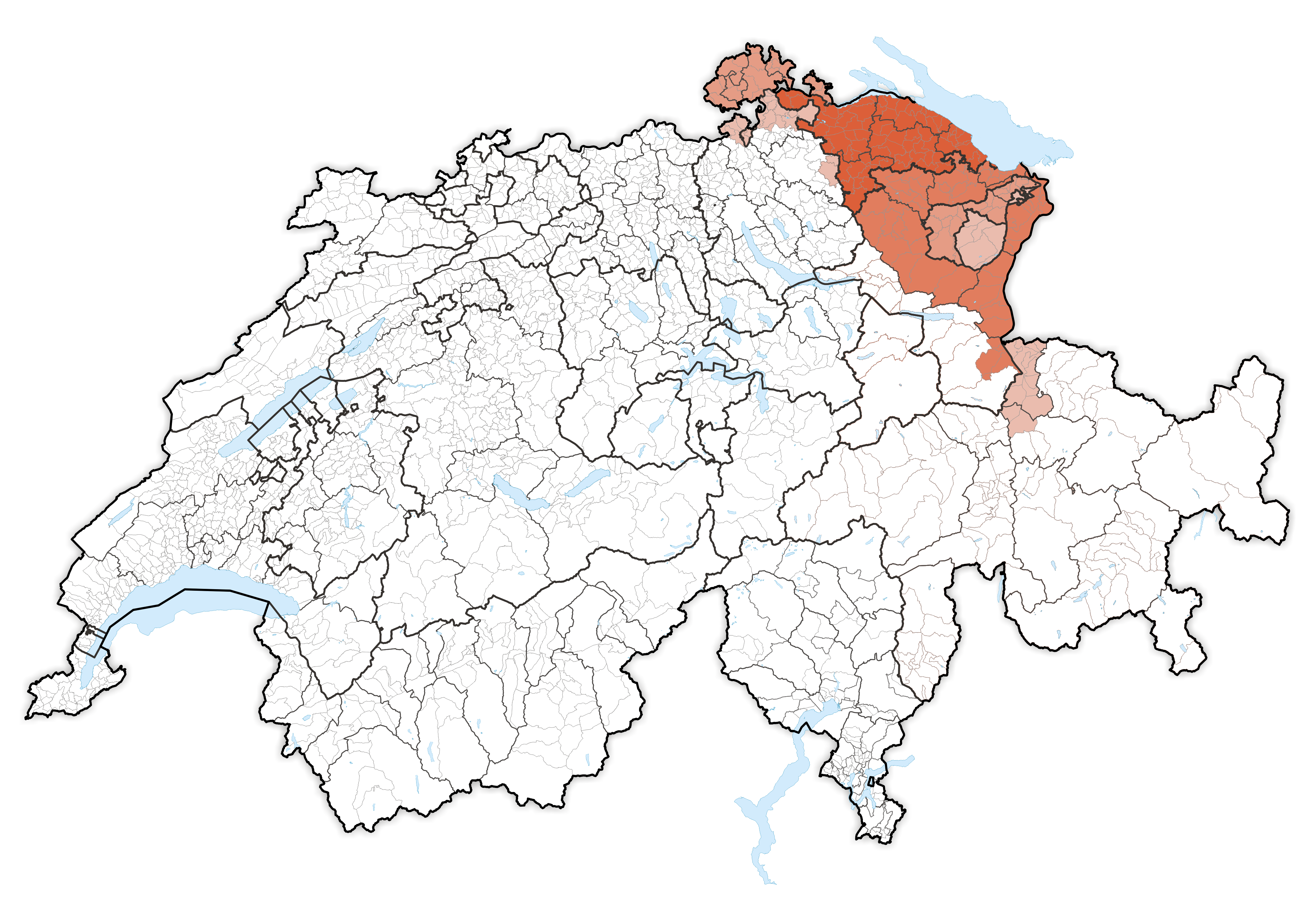
Verbreitungsgebiet der ostschweizerischen Vokalspaltung

Dialektologisch gehören diejenigen Mundarten zum Ostschweizer Dialekt, welche die Ostschweizerische Vokalspaltung kennen. Sie gilt im nördlichsten Teil des Kantons Zürich (Rafzerfeld, Weinland nördlich der Thur und Gegend um Elgg), in den Kantonen Schaffhausen, Thurgau und in beiden Appenzell, grossmehrheitlich im Kanton St. Gallen (ohne See-Gaster und Sarganserland, von letzterem allerdings die schon im Rheintal gelegenen Gemeinden wieder ausgenommen) sowie im Bündner Rheintal (Herrschaft bis Chur).